# 세종 대방디엠시티
세종 대방디엠시티(영어: SEJONG The M CITY)는 대한민국 세종특별자치시 보람동에 완공된 아파트 단지이다.